# Francesc de Cabanyes
Francesc de Cabanyes, nascut a Badalona, creà el cos dels Miquelets el 1640 durant la Guerra dels Segadors per ordre de Pau Claris amb l'objectiu de frenar la invasió castellana de Felip IV amb el nom de Companyia d'Almogàvers. El novembre de 1640, va participar sense èxit en la defensa de Balaguer. Dos mesos més tard, va participar en la derrota de les tropes de Felip IV comandades pel marquès de Los Vélez a la Batalla de Montjuïc el 23 de gener de 1641.
Elevada la seva dignitat a cavaller en 1643 i noble en 1644 i nomenat governador militar de Flix, juntament amb Charles de Chabot, el comte de Chabot, derrotà els espanyols als combats de Flix el 27 d'agost de 1645. Fou baró de Llagostera.